# Samuel Skunck
Samuel Petri Skunck Uplandus, född den 25 mars 1632, död den 5 augusti 1685 i Uppsala, var en svensk professor, rektor för Uppsala universitet.
Samuel Skuncks far Petrus Olai Skunck var kyrkoherde i Vassunda och halvbror med medlemmar av Bureätten. Modern Elin var dotter till kyrkoherden Jöns Johannis i Björklinge. Brodern Nils Skunk adlades. Fadern blev halshuggen utanför kyrkan eftersom han hade haft samlag med klockarhustrun i själva kyrkan.
Samuel Skunck var filosofie magister när han 1667 utsågs till professor i grekiska språket och litteraturen. År 1671 blev Skunck professor i teologi och teologie doktor. Samtidigt som han skötte professurerna var han kyrkoherde i Danmarks församling. Han var rektor för universitetet 1673 och 1683 och var riksdagsman 1682.
Samuel Skunck var gift med Carolus Lithmans dotter Margareta, som tillhörde Bureätten. Paret gjorde skandal i Uppsala, eftersom Skunck besov henne medan de var ogifta och hon då var förlovad med en annan. Sonen Karl Skunck blev även han professor i Uppsala.